# Letschow
Letschow ist ein Ortsteil der Stadt Schwaan im Landkreis Rostock in Mecklenburg-Vorpommern. Der Ort liegt 4 km westlich vom Kernbereich von Schwaan.

## Geschichte
Am 1. Juli 1950 wurde Letschow in die Stadt Schwaan eingegliedert.